# Muze (Tarn)
Die Muze ist ein Fluss in Frankreich, der im Département Aveyron in der Region Okzitanien verläuft. 

## Flusslauf
Die Muze entspringt im Gemeindegebiet von Vézins-de-Lévézou, entwässert generell Richtung Süd bis Südwest durch den Regionalen Naturpark Grands Causses und mündet nach 29 Kilometern im Gemeindegebiet von Montjaux als rechter Nebenfluss in den Tarn.

## Orte am Fluss
(Reihenfolge in Fließrichtung)
- Saint-Léons
- Saint-Beauzély
- Castelmus, Gemeinde Castelnau-Pégayrols
- Roquetaillade, Gemeinde Montjaux